# رود پکشا
رود پکشا (انگلیسی: Peksha) یک رودخانه در استان ولادیمیر کشور روسیه است.